# Związek Polek w Ameryce
Związek Polek w Ameryce (ang. Polish Women’s Alliance of America – PWAA) – największa kobieca organizacja Polonii amerykańskiej, założona w roku 1899 i mająca siedzibę w Chicago. Zajmuje się działalnością kulturalno-oświatową, ubezpieczeniową i wychowawczą młodzieży. Jej organem prasowym jest „Głos Polek”, kwartalnik którego pierwszy numer ukazał się 3 listopada w 1910 roku.
Od 1935 do 1947 r. prezesem była Honorata Wołowska.
Do organizacji należy ponad 50 tysięcy kobiet. Ostatnim prezesem była Virginia Sikora zmarła w 2018 r.

## Honorowi członkowie
- Maria Konopnicka
- Eliza Orzeszkowa
- Helena Modrzejewska
- Helena Paderewska
- Maria Skłodowska-Curie
- Maria Rodziewiczówna
- Helena Sikorska
- Barbara Mikulski
- Irena Sendlerowa